# 反精神醫學
反精神醫學（Anti-psychiatry）是反對現代精神醫學及精神醫療的論點及運動，屬於邊緣學說。
反精神醫學者認為精神醫學對病患的危害比幫助更大，因此反對精神病治療，反精神醫學和西方的反文化運動有許多關聯，也是二十世紀精神醫學歷史的重要事件。依照反精神醫學的觀點，精神醫學是壓迫的強制性工具，原因是反精神醫學認為醫師和患者之間是不平等的權力關係，反精神醫學也認為精神診斷的過程過於主觀。

## 历史
反精神醫學起源於反對一些部份人士認為有危險的治療方式（例如早期精神治療中過度使用的電痙攣療法），或是一些當時有使用，後來已不再實施的治療方式。（例如胰島素休克療法及脑白质切除术）。近來關注的則是對於兒童精神用藥的顯著增加。反精神醫學也關注精神醫療機構的情形，所有現在社會都允許在特定情形下，對於精神疾病患者的非自願監管或是非自願治療。
1960年代有許多對於精神分析学及主流精神醫学的挑戰，而臨床精神醫学的根本基礎則被描述成壓抑及控制。這些反精神醫學者包括雅各·拉岡、湯瑪士·薩斯、喬治歐·安東努奇、羅納德·大衛·萊寧、佛朗哥·巴薩吉利亞、迪奧多·立茲、西爾瓦諾·阿瑞提及大衛·庫珀。其他相關的人士包括米歇尔·福柯及厄文·高夫曼。庫珀在1967年新創了「anti-psychiatry」這個字，在1971年寫了《精神醫學及反精神醫學》（Psychiatry and Anti-psychiatry）一書。托馬斯·薩斯茲在《心理疾病的迷思》導入了將心理疾病視為是迷思的定義。而喬治歐·安東努奇在1986年的《I pregiudizi e la conoscenza critica alla psichiatria》中將精神醫學視為是偏見。
當代反精神醫學的議題包括自由和強迫的對比、種族正義及社會正義、精神藥物的（有害）醫源作用、個人自由、社會污名、以及可以不同於一般人的權利。

### 疯癫与文明
在福柯的著作《疯癫与文明》中，福柯不将疯癫与理性对立，而把疯癫置于历史的视角而看待。“疯癫不是一种自然现象，而是一种文明产物。没有把这种现象说成疯癫并加以迫害的各种文化的历史，就不会有疯癫的历史。”